# 迪奥戈·戈梅斯
迪奥戈·戈梅斯（葡萄牙語：Diogo Gomes，？—1482年），文艺复兴时期欧洲航海家和探险家。他曾在今天的非洲西海岸附近的区域进行探险活动，写有关于非洲的地理和居民的著作。